# Stabilimento Stellantis di Porto Real
Lo stabilimento Stellantis di Porto Real (Polo Industrial Brasil) è una fabbrica che produce automobili a Porto Real nello stato di Rio de Janeiro, attualmente gestita da Stellantis. 

## Storia
L'accordo per la costruzione dell'impianto di Porto Real tra il gruppo PSA e il governo dello stato di Rio de Janeiro è stato firmato nel gennaio 1998.
Il lancio della produzione è iniziato nel dicembre 2000 con l'inizio della realizzazione della Citroën Xsara Picasso e l'impianto produttivo è stato inaugurato 3 mesi dopo, nel febbraio 2001. Nell'aprile 2001, la Peugeot 206 si è unita alla Xsara Picasso nelle linee di montaggio.
Nel marzo 2008 lo stabilimento ha varcato la soglia del mezzo milione di veicoli prodotti. Nel giugno dello stesso anno viene superato il traguardo di mezzo milione di motori prodotti.
L'ex amministratore delegato di PSA, Philippe Varin, ha annunciato nel marzo 2010 che la capacità di produzione del sito produttivo, sarebbe aumentata da 150.000 a 220.000 unità all'anno entro il 2012. Nel 2010 il gruppo ha lanciato il pick-up Peugeot Hoggar, sviluppato appositamente per il mercato sudamericano, con nuovi motori benzina da 1,4 litri e 1,6 litri, assemblati localmente dal marzo 2002.
Nell'ottobre 2012 lo stabilimento ha festeggiato il primo milione di auto prodotte. Nel giugno 2017, il sito ha superato il traguardo di un milione e mezzo di veicoli.
Nel 2020 sono uscite di produzione le Citroën C3 e C3 Aircross che verranno sostituite da un nuovo SUV compatto basato sul pianale CMP.

## Automobili prodotte

### Auto in produzione
| Foto | Marca   | Modello     | Inizio produzione |
| ---- | ------- | ----------- | ----------------- |
|      | Citroën | C3          | 2022              |
|      | Citroën | C3 Aircross | 2023              |
|      | Citroën | Basalt      | 2024              |

### Auto fuori produzione
| Foto | Marca   | Modello       | Inizio produzione | Fine produzione |
| ---- | ------- | ------------- | ----------------- | --------------- |
|      | Peugeot | 206 SW        | 2005              | 2006            |
|      | Peugeot | 206           | 2001              | 2010            |
|      | Citroën | Xsara Picasso | 2000              | 2012            |
|      | Citroën | C3 I          | 2003              | 2012            |
|      | Peugeot | 207           | 2008              | 2014            |
|      | Peugeot | 207 Sedan     | 2008              | 2014            |
|      | Peugeot | 207 SW        | 2008              | 2014            |
|      | Peugeot | Hoggar        | 2010              | 2014            |
|      | Peugeot | 208 I         | 2013              | 2019            |
|      | Citroën | C3 Aircross   | 2010              | 2020            |
|      | Citroën | C3 II         | 2012              | 2020            |
|      | Peugeot | 2008 I        | 2015              | 2023            |
|      | Citroën | C4 Cactus     | 2018              | 2024            |